# Jonathan Coulton
Jonathan Coulton (1 de dezembro de 1970) é um cantor e compositor norte-americano, nascido no Brooklyn, Nova York. Ex-programador de computadores formado pela Universidade Yale, Coulton compõe músicas humorísticas sobre tecnologia e ficção científica. É considerado um dos representantes do geek rock.
O músico compôs músicas para jogos de computador, como Still Alive, feita em 2007 para o jogo Portal e Re:Your Brains, para Left 4 Dead 2.

## Licenciamento
Coulton lança a maioria de suas músicas online, sob a licença Creative Commons.

## Discografia
2003 : Smoking Monkey
2004 : Where Tradition Meets Tomorrow
2005 : Our Bodies, Ourselves, Our Cybernetic Arms
2006 : Thing a Week One
2006 : Thing a Week Two
2006 : Thing a Week Three
2006 : Thing a Week Four
2006 : Jonathan Coulton Unplugged
2008 : JoCo Looks Back (best of)
2009 : Best. Concert. Ever. (live)
2011 : Artificial Heart
2017 : Solid State